# Sybaguasu murinum
Sybaguasu murinum là một loài bọ cánh cứng trong họ Cerambycidae.